# RWC
RWC, auch R. W. C. als Kürzel für Rudolf Wurzer, Christophen, war ein Fahrradproduzent in der Ortschaft Nest (Gemeinde Altlengbach) südlich von St. Christophen, der zwischen 1949 und 1958 (andere Quelle: 1950–1960) auch leichte Motorräder mit Rotax 98-cm³-Zweitaktmotor herstellte. Obgleich heute nur noch spärliche Informationen verfügbar sind, hatte die Marke in Österreich bis etwa in die 1980er Jahre größere Bekanntheit.
Der Motorradjournalist Erwin Tragatsch gibt die Firmenbezeichnung so an: Fahrradfabrik Franz Tresnak.

## Belege
1. ↑  Erwin Tragatsch: Motorräder Deutschland, Österreich, Tschechoslowakei 1894.1971. Eine Typengeschichte. 2. Auflage. Motorbuch Verlag, Stuttgart 1971, S. 438.
2. ↑   (RWC: Abkürzung mit rätselhafter Herkunft. meinbezirk.at). 20. Juli 2015, abgerufen am 12. Dezember 2015.
3. ↑  Adressbuch von Österreich für Industrie, Handel, Gewerbe und Landwirtschaft, Herold Vereinigte Anzeigen-Gesellschaft, 12. Ausgabe, Wien 1938 PDF, Seite 367
4. ↑  (A) RWC. Abgerufen am 3. November 2015.
5. ↑  Erwin Tragatsch: Motorräder Deutschland, Österreich, Tschechoslowakei 1894.1971. Eine Typengeschichte. 2. Auflage. Motorbuch Verlag, Stuttgart 1971, S. 438.

Koordinaten: 48° 9′ 55″ N, 15° 53′ 27,2″ O